# Верболозна вулиця
Верболо́зна вулиця — вулиця в Подільському районі міста Києва, місцевість Куренівка. Пролягає від вулиці Рилєєва до Бакинської вулиці. 
Прилучаються Верболозний і Рясний провулки.

## Історія
Вулиця виникла у 40-х роках XX століття під назвою 445-а Нова і спершу становила єдину вулицю з Верболозним провулком. Сучасна назва — з 1944 року, забудована з 2-ї половини 1940-х років.

## Особистості
На Верболозній вулиці, 16, мешкала Оксана Мешко. В її оселі не раз збиралися відомі українські правозахисники, члени Української Гельсінської спілки, в тому числі син Оксани Мешко — Олесь Сергієнко.

Будинок, де жила Оксана Мешко

Уранці 21 лютого 2014 на Верболозній вулиці було знайдено тіло загиблого майданівця Андрія Цепуна зі слідами жорстокого побиття й черепно-мозковою травмою, несумісною з життям.